# Argenvilliers
Argenvilliers est une commune française située dans le département d'Eure-et-Loir en région Centre-Val de Loire.

## Géographie

### Situation
La commune se situe dans la région naturelle du Perche.

Situation géographique
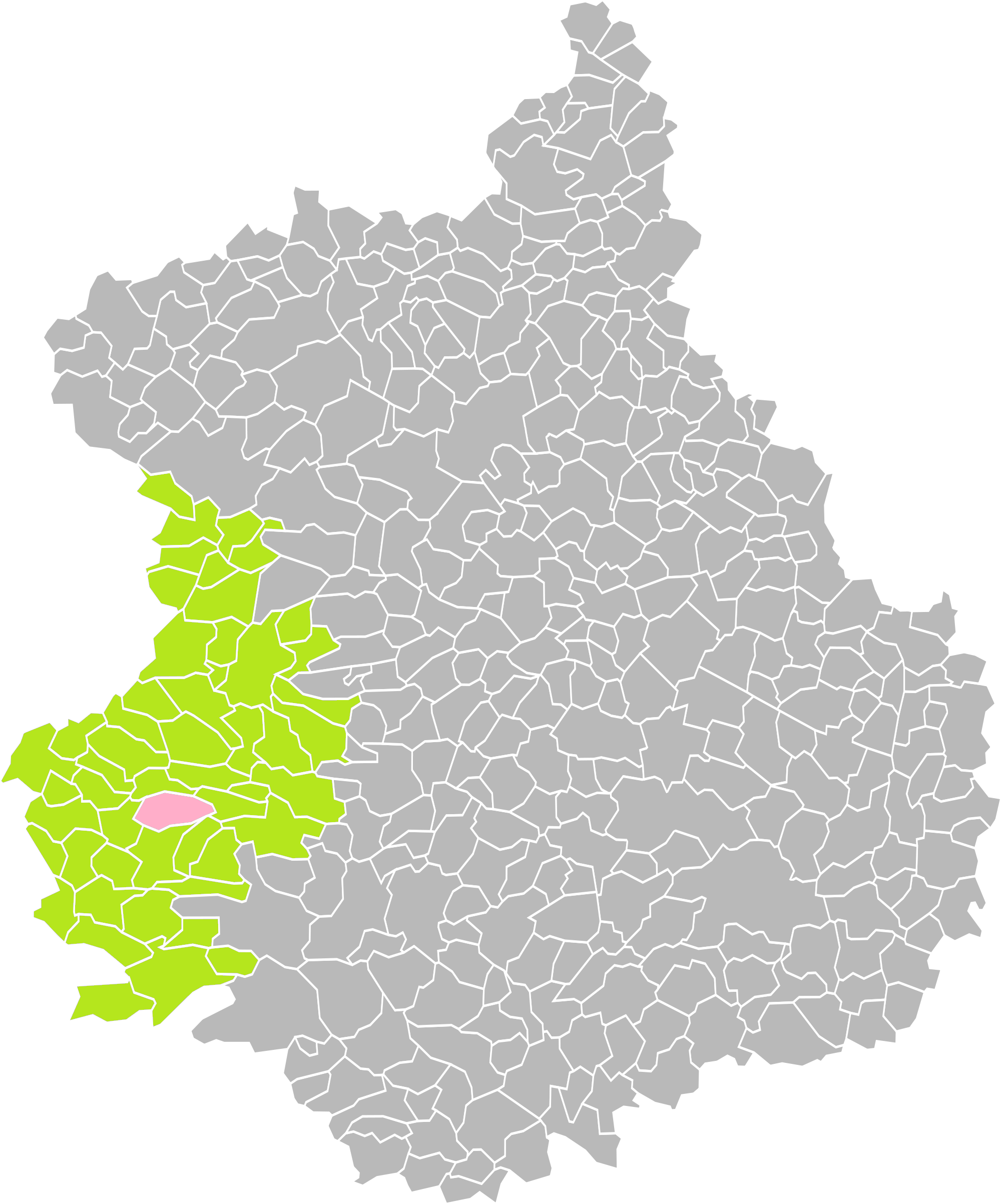
Argenvilliers dans son arrondissement.
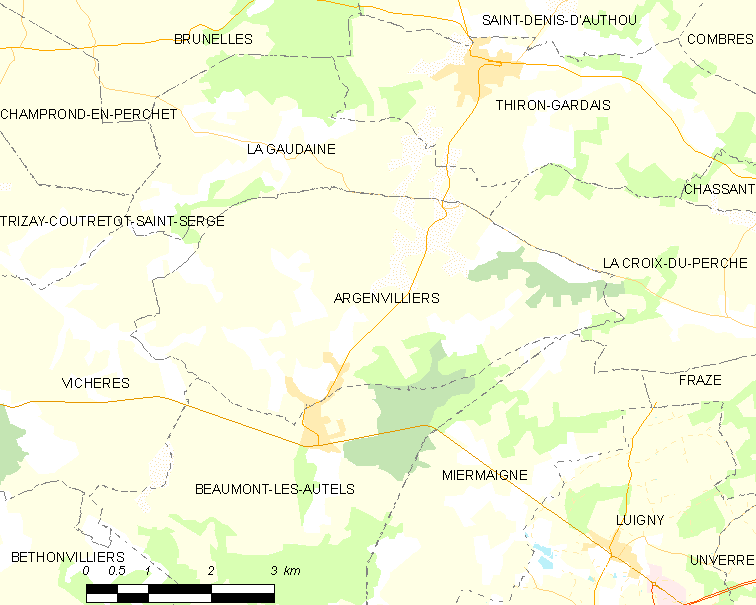
Carte de la commune d'Argenvilliers.

### Communes limitrophes
|          | La Gaudaine         |                    |
| Vichères | Argenvilliers       | La Croix-du-Perche |
|          | Beaumont-les-Autels | Miermaigne         |

### Hydrographie
La commune abrite la source de la Foussarde, affluent en rive droite du Loir, lui-même sous-affluent de la Loire par la Sarthe et la Maine.

### Climat
Pour des articles plus généraux, voir Climat du Centre-Val de Loire et Climat d'Eure-et-Loir.
En 2010, le climat de la commune est de type climat océanique dégradé des plaines du Centre et du Nord, selon une étude du CNRS s'appuyant sur une série de données couvrant la période 1971-2000. En 2020, Météo-France publie une typologie des climats de la France métropolitaine dans laquelle la commune est exposée à un climat océanique altéré et est dans la région climatique Normandie (Cotentin, Orne), caractérisée par une pluviométrie relativement élevée (850 mm/a) et un été frais (15,5 °C) et venté.
Pour la période 1971-2000, la température annuelle moyenne est de 9,9 °C, avec une amplitude thermique annuelle de 15,1 °C. Le cumul annuel moyen de précipitations est de 827 mm, avec 11,9 jours de précipitations en janvier et 8,3 jours en juillet. Pour la période 1991-2020, la température moyenne annuelle observée sur la station météorologique de Météo-France la plus proche, sur la commune de Miermaigne à 3 km à vol d'oiseau, est de 11,1 °C et le cumul annuel moyen de précipitations est de 755,3 mm,. Pour l'avenir, les paramètres climatiques de la commune estimés pour 2050 selon différents scénarios d'émission de gaz à effet de serre sont consultables sur un site dédié publié par Météo-France en novembre 2022.

## Urbanisme

### Typologie
Au 1er janvier 2024, Argenvilliers est catégorisée commune rurale à habitat très dispersé, selon la nouvelle grille communale de densité à 7 niveaux définie par l'Insee en 2022.
Elle est située hors unité urbaine. Par ailleurs la commune fait partie de l'aire d'attraction de Nogent-le-Rotrou, dont elle est une commune de la couronne,. Cette aire, qui regroupe 25 communes, est catégorisée dans les aires de moins de 50 000 habitants,.

### Occupation des sols
L'occupation des sols de la commune, telle qu'elle ressort de la base de données européenne d’occupation biophysique des sols Corine Land Cover (CLC), est marquée par l'importance des territoires agricoles (88,4 % en 2018), une proportion identique à celle de 1990 (88,4 %). La répartition détaillée en 2018 est la suivante : 
terres arables (64,8 %), prairies (16,6 %), forêts (10,3 %), zones agricoles hétérogènes (7 %), zones urbanisées (1,3 %). L'évolution de l’occupation des sols de la commune et de ses infrastructures peut être observée sur les différentes représentations cartographiques du territoire : la carte de Cassini (XVIIIe siècle), la carte d'état-major (1820-1866) et les cartes ou photos aériennes de l'IGN pour la période actuelle (1950 à aujourd'hui).

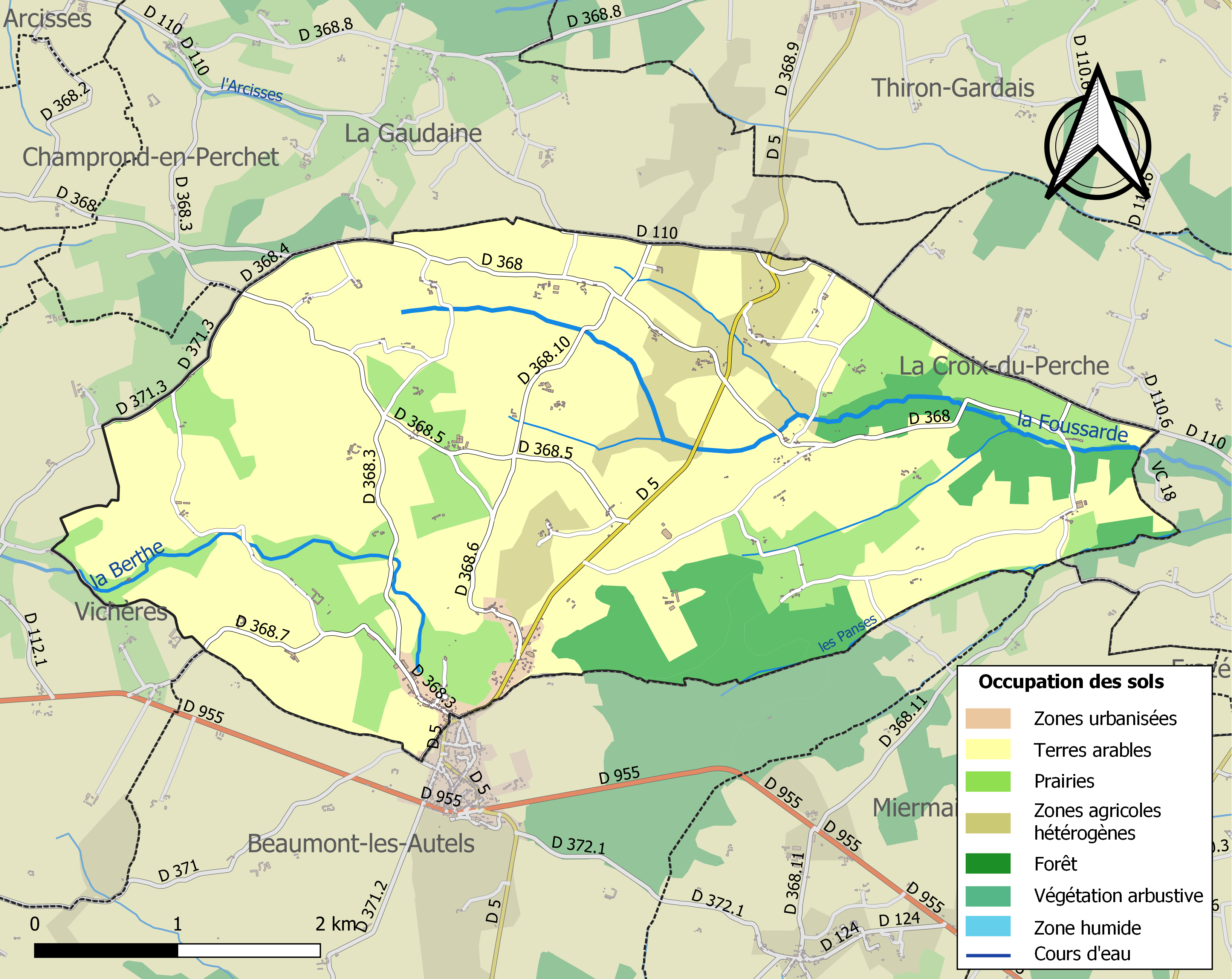
Carte des infrastructures et de l'occupation des sols de la commune en 2018 (CLC).

### Risques majeurs
Le territoire de la commune d'Argenvilliers est vulnérable à différents aléas naturels : météorologiques (tempête, orage, neige, grand froid, canicule ou sécheresse), inondations, mouvements de terrains et séisme (sismicité très faible). Il est également exposé à un risque technologique, le transport de matières dangereuses. Un site publié par le BRGM permet d'évaluer simplement et rapidement les risques d'un bien localisé soit par son adresse soit par le numéro de sa parcelle.

#### Risques naturels
Certaines parties du territoire communal sont susceptibles d’être affectées par le risque d’inondation par débordement de cours d'eau, notamment la Foussarde et la Berthe. La commune a été reconnue en état de catastrophe naturelle au titre des dommages causés par les inondations et coulées de boue survenues en 1999,.

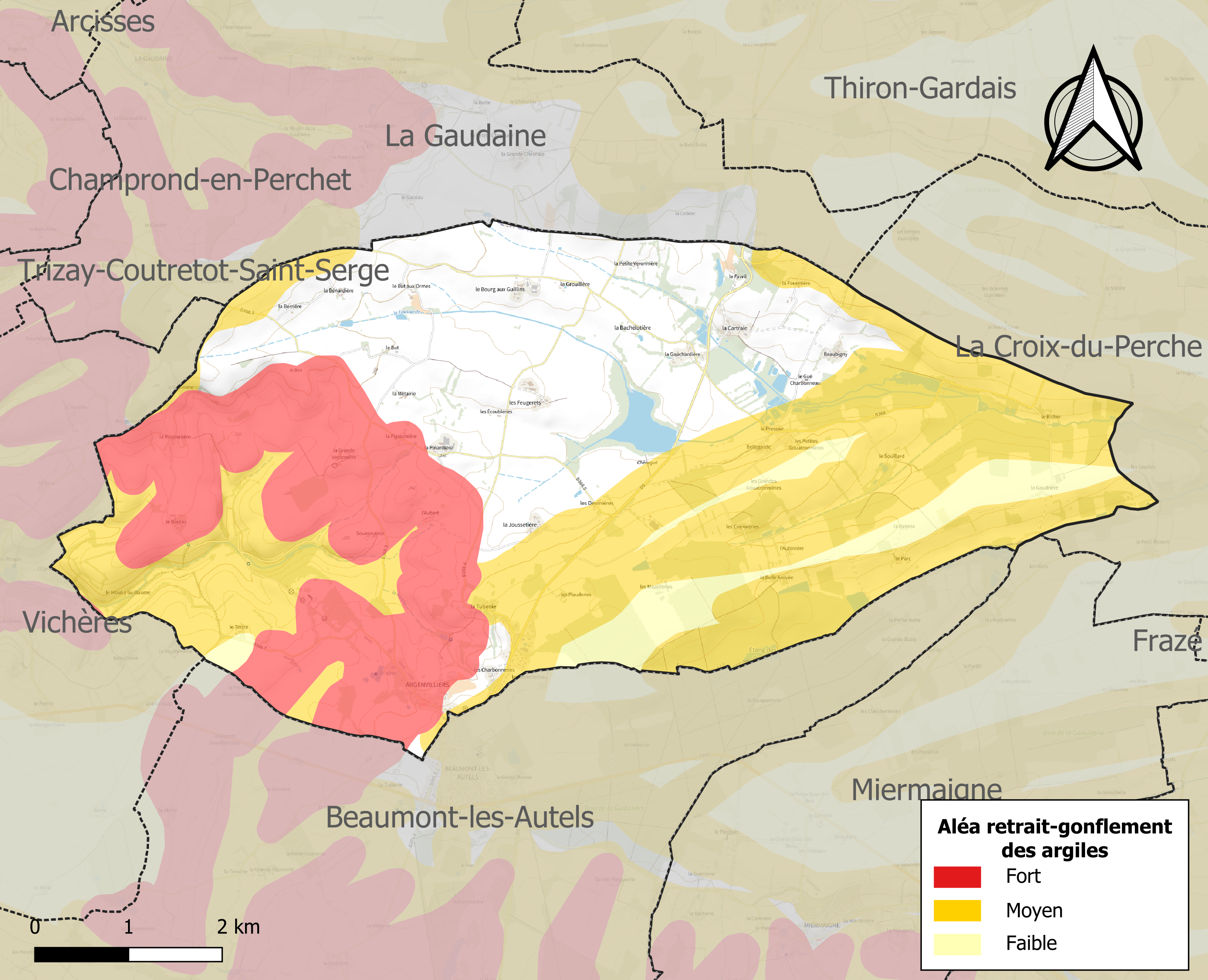
Carte des zones d'aléa retrait-gonflement des sols argileux d'Argenvilliers.

Les mouvements de terrains susceptibles de se produire sur la commune sont des affaissements et effondrements liés aux cavités souterraines. L'inventaire national des cavités souterraines permet de localiser celles situées sur la commune.
Le retrait-gonflement des sols argileux est susceptible d'engendrer des dommages importants aux bâtiments en cas d’alternance de périodes de sécheresse et de pluie. 61,8 % de la superficie communale est en aléa moyen ou fort (52,8 % au niveau départemental et 48,5 % au niveau national). Sur les 215 bâtiments dénombrés sur la commune en 2019, 126 sont en aléa moyen ou fort, soit 59 %, à comparer aux 70 % au niveau départemental et 54 % au niveau national. Une cartographie de l'exposition du territoire national au retrait gonflement des sols argileux est disponible sur le site du BRGM,.
Concernant les mouvements de terrains, la commune a été reconnue en état de catastrophe naturelle au titre des dommages causés par des mouvements de terrain en 1999.

#### Risques technologiques
Le risque de transport de matières dangereuses sur la commune est lié à sa traversée par des infrastructures routières ou ferroviaires importantes ou la présence d'une canalisation de transport d'hydrocarbures. Un accident se produisant sur de telles infrastructures est en effet susceptible d’avoir des effets graves au bâti ou aux personnes jusqu’à 350 m, selon la nature du matériau transporté. Des dispositions d’urbanisme peuvent être préconisées en conséquence.

## Toponymie
Le nom de la localité est attesté sous les formes latines Argentovillare en 1119 et Argenvillerium en 1125, puis sous les formes Hargenviler et Hartgenviler.
Du gaulois arganto-, latinisé en argento « argent » (la forme même du nom exclut tout nom propre), et -villare « ferme », dans le département, à une trentaine de kilomètres d'Argenvilliers, on exploite encore récemment l’argent.

## Politique et administration

### Liste des maires
| Période                                  | Période   | Identité          | Étiquette | Qualité                                          |
| ---------------------------------------- | --------- | ----------------- | --------- | ------------------------------------------------ |
| avant 1988                               | mars 2014 | Jean-Paul Fleury  |           |                                                  |
| mars 2014                                | En cours  | Pascal Mellinger, |           | Professeur des écoles ou instituteur ou assimilé |
| Les données manquantes sont à compléter. |           |                   |           |                                                  |

## Population et société

### Démographie
L'évolution du nombre d'habitants est connue à travers les recensements de la population effectués dans la commune depuis 1793. Pour les communes de moins de 10 000 habitants, une enquête de recensement portant sur toute la population est réalisée tous les cinq ans, les populations de référence des années intermédiaires étant quant à elles estimées par interpolation ou extrapolation. Pour la commune, le premier recensement exhaustif entrant dans le cadre du nouveau dispositif a été réalisé en 2004.

En 2022, la commune comptait 318 habitants, en évolution de −5,07 % par rapport à 2016 (Eure-et-Loir : −0,23 %, France hors Mayotte : +2,11 %).
| 1793 | 1800 | 1806 | 1821 | 1831 | 1836 | 1841 | 1846 | 1851 |
| ---- | ---- | ---- | ---- | ---- | ---- | ---- | ---- | ---- |
| 673  | 722  | 744  | 712  | 777  | 863  | 824  | 813  | 782  |

| 1856 | 1861 | 1866 | 1872 | 1876 | 1881 | 1886 | 1891 | 1896 |
| ---- | ---- | ---- | ---- | ---- | ---- | ---- | ---- | ---- |
| 710  | 728  | 712  | 709  | 660  | 630  | 574  | 561  | 560  |

| 1901 | 1906 | 1911 | 1921 | 1926 | 1931 | 1936 | 1946 | 1954 |
| ---- | ---- | ---- | ---- | ---- | ---- | ---- | ---- | ---- |
| 539  | 575  | 569  | 516  | 506  | 516  | 515  | 502  | 441  |

| 1962 | 1968 | 1975 | 1982 | 1990 | 1999 | 2004 | 2006 | 2009 |
| ---- | ---- | ---- | ---- | ---- | ---- | ---- | ---- | ---- |
| 423  | 388  | 363  | 330  | 301  | 333  | 362  | 365  | 371  |

| 2014 | 2019 | 2022 | - | - | - | - | - | - |
| ---- | ---- | ---- | - | - | - | - | - | - |
| 345  | 325  | 318  | - | - | - | - | - | - |

### Manifestations culturelles et festivités
- La fête de la Rosière a lieu depuis 1908. Elle trouve son origine dans le legs effectué, en 1904, par la comtesse de Mons à la commune d'Argenvilliers, en échange duquel elle demanda qu'une jeune fille méritante soit chaque année élue et récompensée. La rosière est couronnée de roses le dimanche de Pâques.

## Culture locale et patrimoine

### Lieux et monuments

#### Église Saint-Pierre et monument aux morts
Les origines de l'église remontent au XIIe siècle, lorsque l'église est donnée à l'abbaye de la Sainte-Trinité de Tiron par Geoffroy II, évêque de Chartres. L'édifice est recensé dans l'inventaire général du patrimoine culturel.
Une verrière de la première moitié du XVIIe siècle est classée monument historique au titre d'objet en 1985 (soufflet du tympan de la baie n°6).
Le monument aux morts de la Première Guerre mondiale est situé devant le mur nord de l'église.

L'église Saint-Pierre
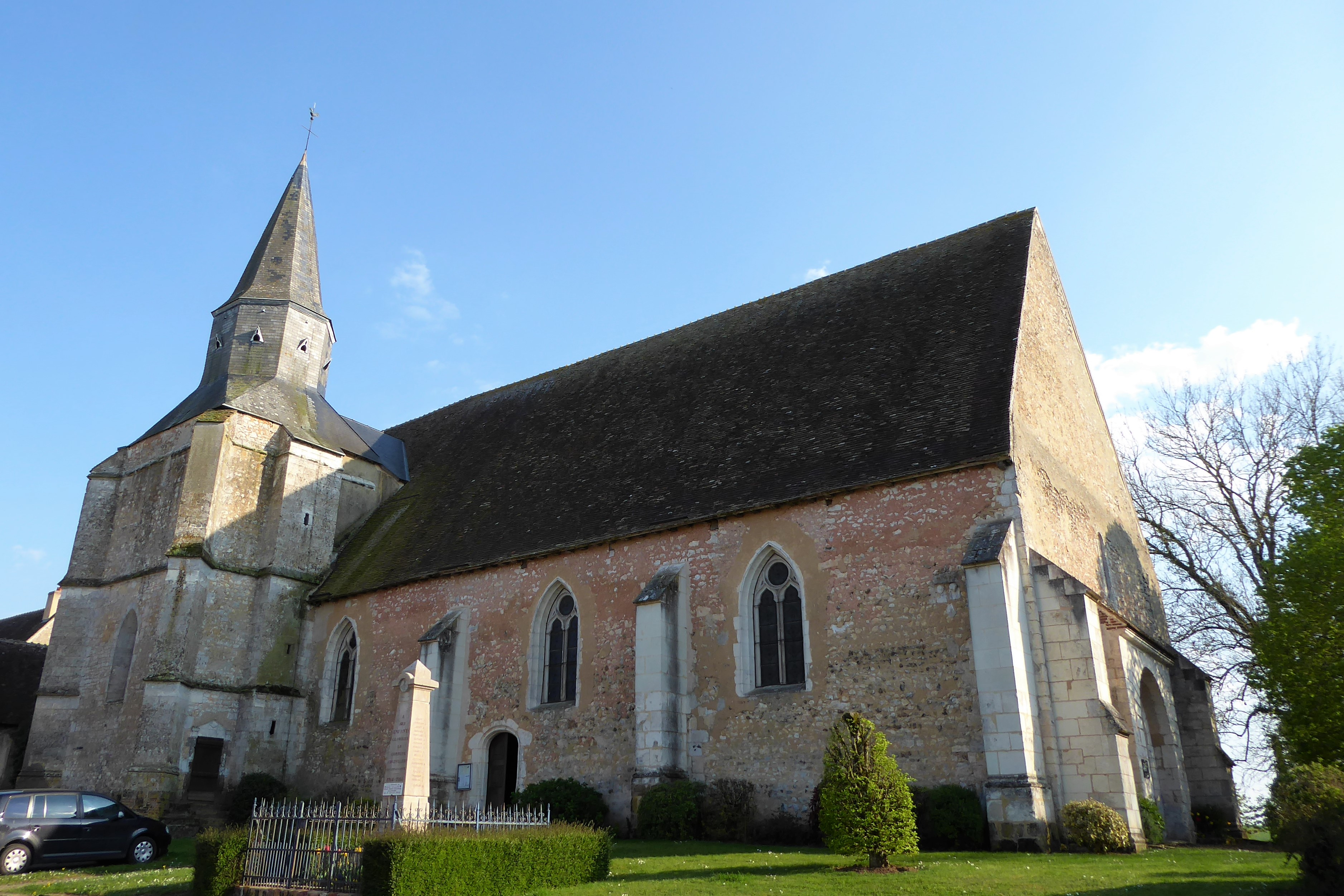
L'église Saint-Pierre et le monument aux morts.
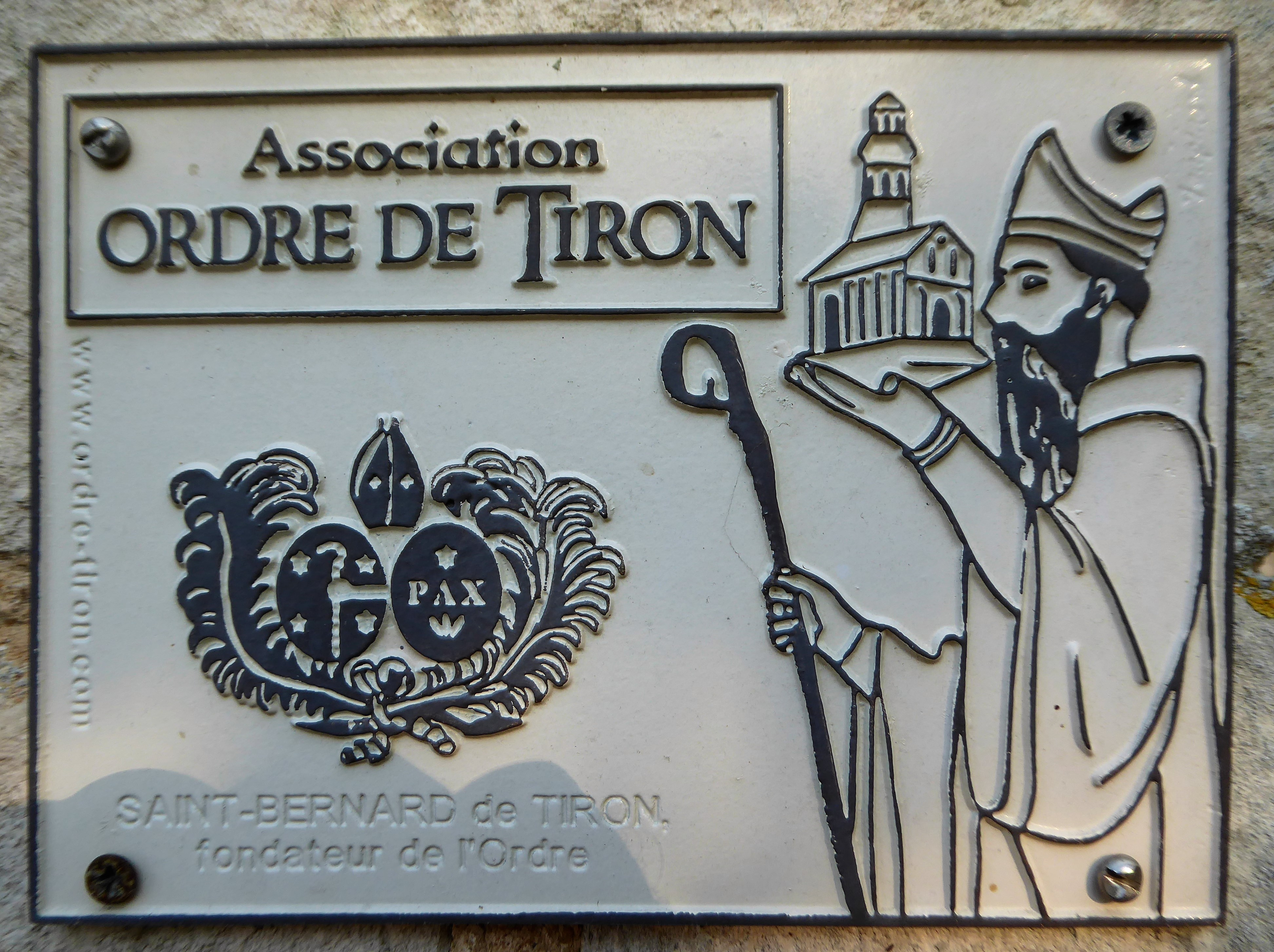
Plaque de l'ordre de Tiron.
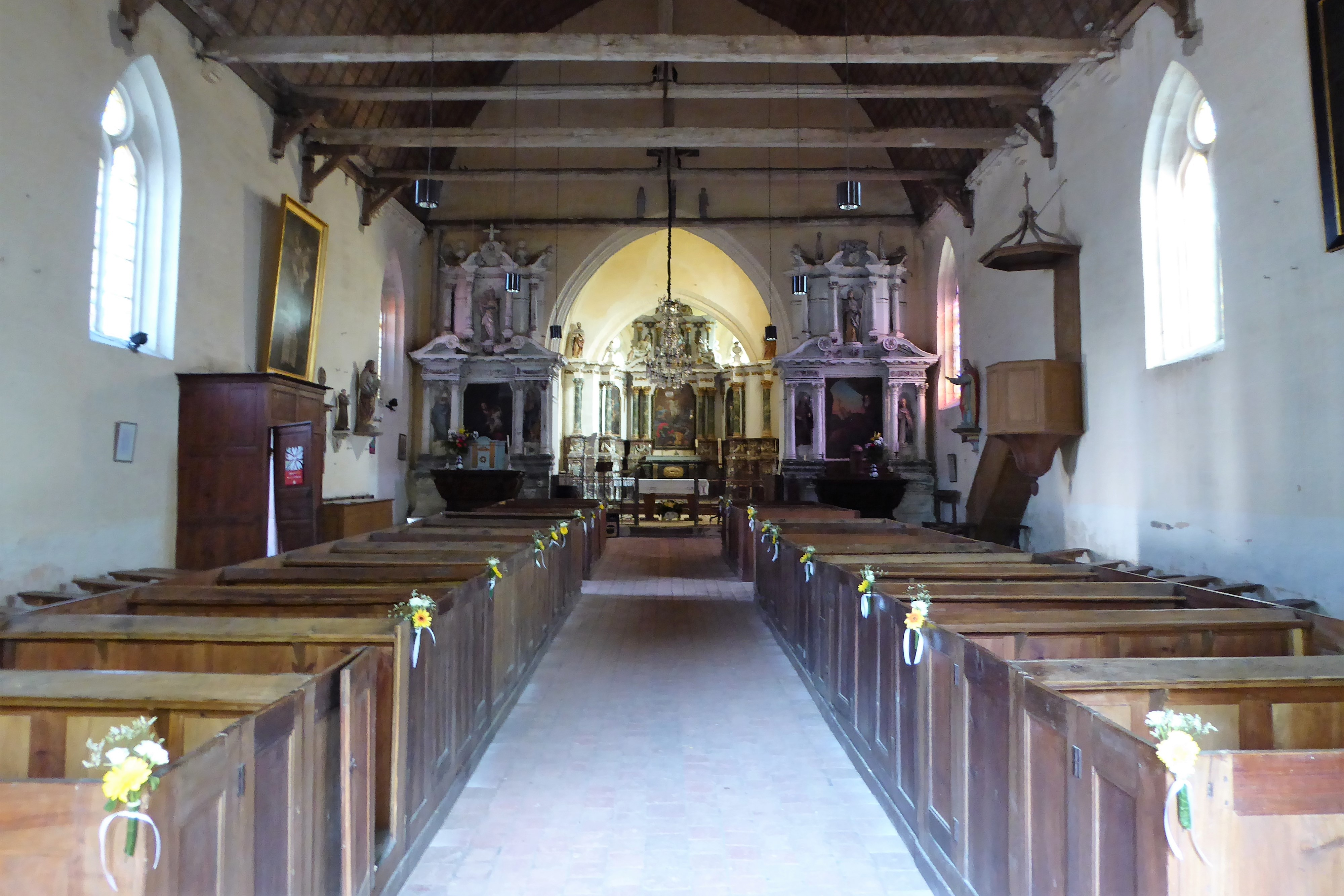
L'intérieur de l'église.
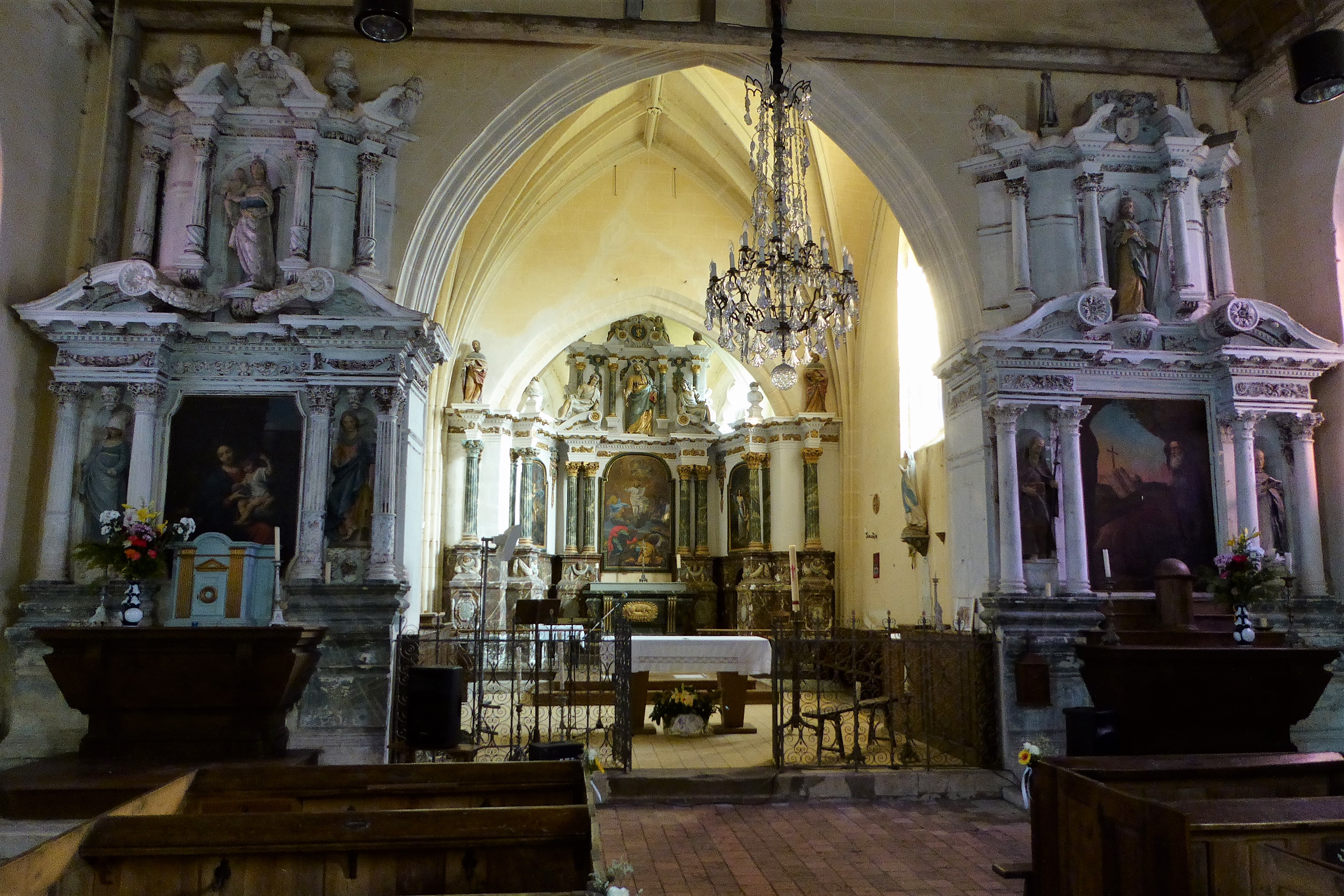
Le chœur.

#### Château d'Oursières
XVIIe siècle, XVIIIe siècle,  Inscrit MH (1989).

### Personnalités liées à la commune
- Le 25 novembre 1817 est mort et a certainement été enterré à Argenvilliers où il demeurait au lieu-dit « la Détourbe » Charles François Roch Proust, laboureur, marchand, ancêtre au 4e degré de l'écrivain Marcel Proust[réf. nécessaire] ;
- Jean-Pierre Guillon, né le 25 janvier 1930 à Argenvilliers, athlète spécialiste du sprint, champion de France du 200 m en 1953 et vice-champion d'Europe avec le 4x100 m[réf. nécessaire].

### Héraldique
| Blason de la commune d'Argenvilliers | Les armes de la commune d'Argenvilliers se blasonnent ainsi : Parti : au 1er de sable à la façade d'église d'or ouverte et ajourée de sable, adextrée de son clocher d'or couvert de gueules sur une terrasse alésée de sinople et au chef cousu d'azur chargé d'un soleil d'or ; au 2e coupé, au I de gueules au lion de sable, armé, lampassé et couronné d'or, au II d'argent à trois chevrons alésés de gueules, l'un sur l'autre, de longueur décroissante. |